# Brachionus urceus
Brachionus urceus is een raderdiertjessoort uit de familie Brachionidae. De wetenschappelijke naam van deze soort is voor het eerst geldig gepubliceerd in 1758 door Linnæus.